# Гора при Печах
Гора при Печах (словен. Gora pri Pečah) је насељено место у општини Моравче, Средњесловенска регија, Словенија.

## Историја
До територијалне реорганизације у Словенији била је у саставу старе општине Домжале.

## Становништво
У попису становништва из 2011. године, Гора при Печах је имала 135 становника.
| Број становника према пописима | Број становника према пописима | Број становника према пописима |
| ------------------------------ | ------------------------------ | ------------------------------ |
| 1991                           | 2002                           | 2011                           |
| 106                            | 111                            | 135                            |

Напомена: До 1955. исказивано под именом Гора Светега Флорјана.